# Мальфа
Мальфа (італ. Malfa, сиц. Malfa) — муніципалітет в Італії, у регіоні Сицилія, метрополійне місто Мессіна.
Мальфа розташована на відстані близько 420 км на південний схід від Рима, 140 км на схід від Палермо, 80 км на північний захід від Мессіни.
Населення — 985 осіб (2014).

## Демографія
Населення за роками:

Станом на 1 січня 2023 року в муніципалітеті офіційно проживало 114 іноземців з 13 країн, серед них 25 громадян країн Євросоюзу та 5 громадян України.

## Сусідні муніципалітети
- Лені
- Санта-Марина-Саліна